# Eugène Boch
Pour les articles homonymes, voir Boch.
Eugène Boch, né à Saint-Vaast (actuellement section de la ville belge de La Louvière) le 1er septembre 1855 et mort à Monthyon (en France) le 3 janvier 1941, est un artiste peintre belge. Il est le plus jeune frère d'Anna Boch.

## Biographie
Né dans une famille d'entrepreneurs installés dans la région du Centre, en Belgique, fondateurs de Villeroy & Boch et Royal Boch, il séjourne dans l'atelier du peintre français Léon Bonnat à Paris, en 1879. Boch travaille ensuite dans l'atelier de Fernand Cormon. Il est présenté par Dodge MacKnight à Van Gogh qui réalisera son portrait, connu sous le titre Le Poète quelques mois plus tard, en septembre 1888.
Il s'installe en Seine-et-Marne en 1892 à Monthyon, non loin de Paris. En 1909, il épouse Anne-Marie Léonie Crusfond et ils emménagent tous deux dans leur villa La Grimpette en 1910.
Comme sa sœur Anna Boch, Eugène aida des artistes de talent comme Émile Bernard, qu'il rencontra à l'Atelier Cormon, ou comme Paul Gauguin. Il échangea certaines œuvres avec Van Gogh. Il collectionna aussi des œuvres de Paul Cézanne. Ainsi s'édifia une collection remarquable d'œuvres contemporaines.
Quand il meurt, il lègue Le Poète - le titre du portrait que fit de lui Van Gogh et qu'il reçut de Johanna van Gogh-Bonger d'après le testament de Vincent et Théo - au Louvre. Sa collection demeura pour le reste dans sa famille jusqu'à l'année 1996, année où une importante partie de celle-ci fut vendue aux enchères à Paris.

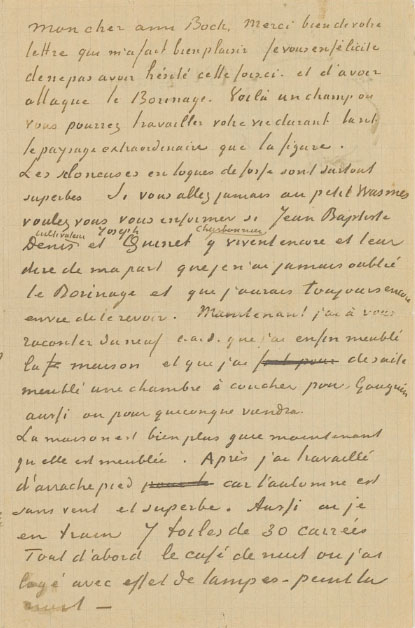
Vincent van Gogh - lettre du 2 octobre 1888 à Eugéne Boch - souvenir du Borinage

## Style et œuvres
Gaëtane Warzée signale à son propos son rapport avec son pays natal dans les termes suivants : « Eugène Boch travaille avec les peintres de la Société libre des Beaux-Arts, puis part pour Paris où il se fixe à demeure. La rencontre de Vincent van Gogh, la découverte du sud de l'Europe et du creuset culturel parisien convertissent le peintre à l'impressionnisme. Mais un impressionnisme timide (comme l'écrit lui-même Vincent Van Gogh à propos de son ami) qui est le tremplin d'un art plus solide et plus construit. Essentiellement paysagiste, Eugène Boch joue surtout un rôle important entre la France et la Belgique, dans les relations entre artistes. Bien que revenant dans son pays natal (sur les conseils de Vincent Van Gogh de retour du Borinage), pour peindre les vues de son enfance, on ne lui connaît aucun disciple ».
Une exposition "Boch et Van Gogh" s'est tenue à la Vincent Van Gogh Huis, à Zundert, Pays-Bas, du 7 février au 6 septembre 2010.